# آب‌انبار سرحوض
آب‌انبار سرحوض مربوط به دوره زند تا دوره قاجار است و در شهرستان اشکذر، بخش مرکزی، دهستان رستاق، روستای عزآباد واقع شده و این اثر در تاریخ ۷ اسفند ۱۳۸۶ با شمارهٔ ثبت ۲۱۷۰۵ به‌عنوان یکی از آثار ملی ایران به ثبت رسیده است.